# Karel Senecký
Karel Senecký (ur. 17 marca 1919 w Pradze, zm. 28 kwietnia 1979 tamże) – czechosłowacki piłkarz grający na pozycji cofniętego napastnika, zawodnik Sparty Praga, reprezentant kraju.

## Kariera piłkarska
Karel Senecký przez całą karierę piłkarską grał w Sparcie Praga, z którym kontrakt podpisał w 1937 roku. Z tym klubem zdobył pięciokrotnie mistrzostwo Czechosłowacji (1938, 1939, 1944, 1946, 1948) oraz trzykrotnie Puchar Czeski (1943, 1944, 1946). Karierę zakończył w 1949 roku.

## Kariera reprezentacyjna
Karel Senecký w latach 1937–1948 rozegrał 21 meczów i strzelił 5 goli w reprezentacji Czechosłowacji. W reprezentacji zadebiutował 3 października 1937 roku w Pradze w wygranym 5:4 meczu towarzyskim z reprezentacją Jugosławii. Awansował z reprezentacją na mundial 1938 we Francji, gdzie reprezentacja zakończyła udział w ćwierćfinale. Ostatni mecz w reprezentacji zagrał 29 sierpnia 1948 roku w Sofii, kiedy to reprezentacja Czechosłowacji przegrała z Bułgarią 0:1.

## Sukcesy piłkarskie

### Sparta Praga
- mistrzostwo Czechosłowacji: 1938, 1939, 1944, 1946, 1948
- Puchar Czeski: 1943, 1944, 1946

## Śmierć
Karel Senecký zmarł 28 kwietnia 1979 w Pradze w wieku 60 lat.